# Alexandra Dobolyi
Dans le nom hongrois Dobolyi Alexandra, le nom de famille précède le prénom, mais cet article utilise l’ordre habituel en français Alexandra Dobolyi, où le prénom précède le nom.
Alexandra Dobolyi, née le 26 septembre 1971 à Budapest, est une personnalité politique hongroise du Parti socialiste hongrois.

## Biographie
Alexandra Dobolyi est députée européenne de 2004 à 2009 aux élections européennes de 2004 .
En 2016, elle est nommée ambassadrice de la Hongrie en Moldavie.